# Hans-Joachim Klein (Schwimmer)

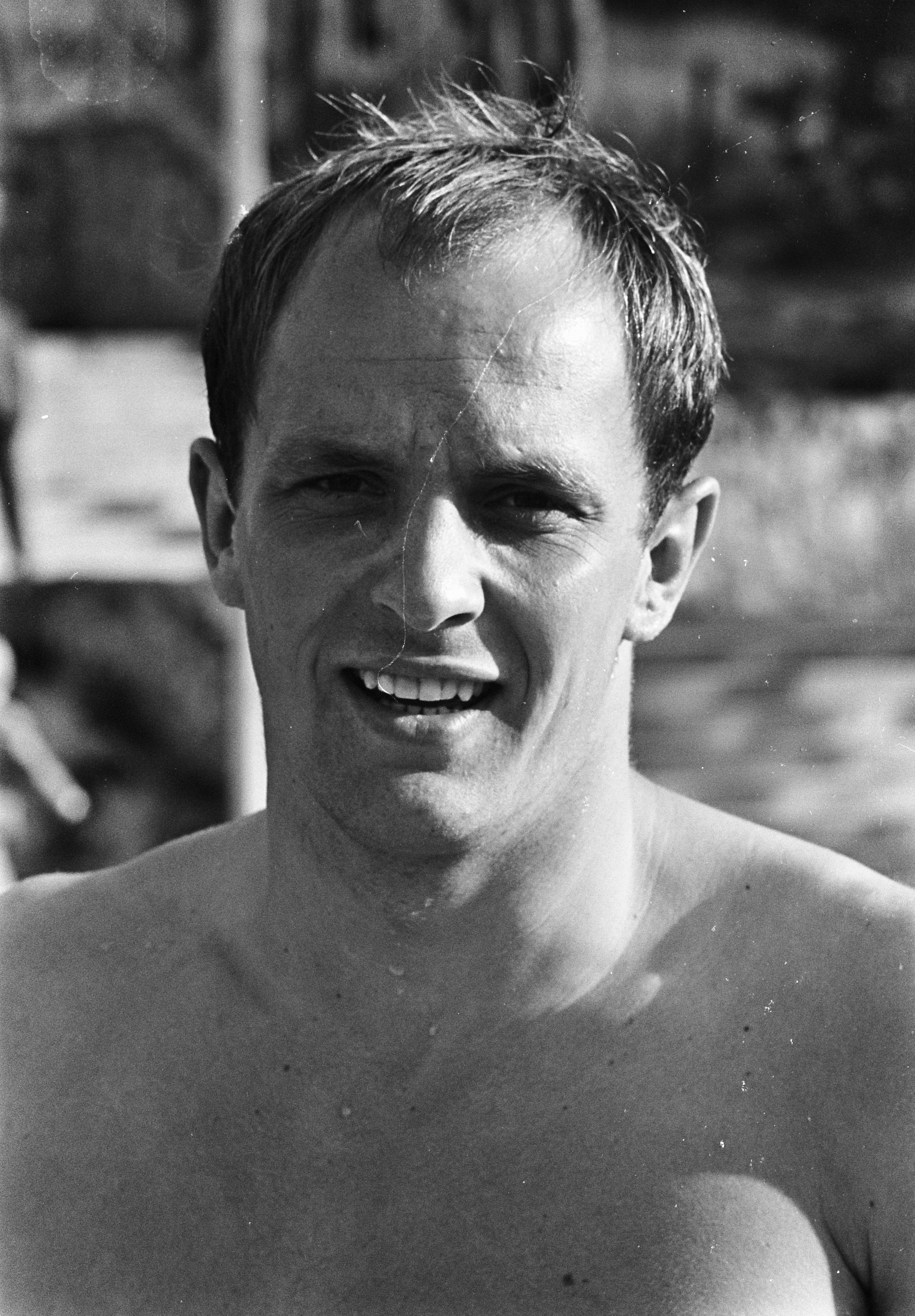
Hans-Joachim Klein (1965)

Hans-Joachim Klein (* 20. August 1942 in Darmstadt) ist ein ehemaliger deutscher Ministerialrat, bekannter Kraulschwimmer und Präsident der Deutschen Olympischen Gesellschaft.

## Leben
Hans-Joachim Klein, Sohn von Minna Klein, geborene Meier, und des Landgerichtsdirektors Herbert Klein, besuchte das Alte Realgymnasium (heute: Georg-Büchner-Schule) in Darmstadt. Seit 1955 war er im Darmstädter Schwimmverein 1912. Ab 1958 wurde Klein vom ungarischen Meistertrainer Janos Satori (1931–2014) trainiert. Klein gewann von 1959 bis 1965 zahlreiche deutsche Meisterschaften und stellte mehrere Europa- und Weltrekorde (so 1964 über 200 m) auf. 1960 nahm er an den Olympischen Spielen in Rom teil. 1964 gewann er bei den Olympischen Spielen in Tokio drei Silbermedaillen (4 × 100 m Lagen und Freistil, 4 × 200 m Freistil) und eine Bronzemedaille (100 m Freistil). Ebenfalls 1964 erhielt er das Silberne Lorbeerblatt. 1965 wurde er zum Sportler des Jahres gewählt. Von Oktober 2001 bis November 2007 war er Präsident der DOG.
Von 1962 bis 1963 studierte Klein an der University of Southern California Industrial Engineering. Von 1963 bis 1969 studierte er Wirtschaftsingenieurwesen an der Technischen Hochschule Darmstadt. Das Studium schloss er als Diplom-Wirtschaftsingenieur ab. 1972 wurde er zum Dr. rer. pol. promoviert. Von 1969 bis 1985 war er am Hessischen Verkehrs- und Wirtschaftsministerium tätig, ab 1977 als Leiter der Unterabteilung Gewerbliche Wirtschaft des Hessischen Ministeriums für Wirtschaft und Technik in Wiesbaden. Zuletzt war er dort Ministerialrat. Von 1985 bis 1997 war er Landrat im Landkreis Darmstadt-Dieburg. Von 1997 bis zu seinem Ruhestand am 31. März 2008 war er Vorsitzender der Geschäftsführung der Leipziger Versorgungs- und Verkehrsgesellschaft (LVV).
Klein ist evangelisch, heiratete 1967 Christiane Merzinsky, und bekam mit ihr die Töchter Ann-Kristin und Katrin.
Von 2010 bis 2016 engagierte sich Hans Joachim Klein als Vorsitzender des Heinerfestvereins in seinem Wohnort Darmstadt. Das Heinerfest ist eines der größten Straßenfeste in Deutschland.